# Liste der Monuments historiques in Saint-Martial-de-Mirambeau
Die Liste der Monuments historiques in Saint-Martial-de-Mirambeau führt die Monuments historiques in der französischen Gemeinde Saint-Martial-de-Mirambeau auf.

## Liste der Bauwerke
| Bezeichnung       | Beschreibung              | Standort | Kennzeichnung | Schutzstatus | Datum | Bild           |
| ----------------- | ------------------------- | -------- | ------------- | ------------ | ----- | -------------- |
| Kirche St-Martial | Erbaut im 12. Jahrhundert | (Lage)   | PA17000064    | Inscrit      | 2003  | weitere Bilder |

## Liste der Objekte

### Kirche St-Martial
| Bezeichnung             | Beschreibung                                                            | Standort | Kennzeichnung | Schutzstatus | Datum | Bild |
| ----------------------- | ----------------------------------------------------------------------- | -------- | ------------- | ------------ | ----- | ---- |
| Hauptaltar mit Statue   | Ensemble aus PM17000902 und PM17000903                                  | (Lage)   | PM17000901    | Inscrit      | 1976  |      |
| Altar                   | Altar mit Retabel und Tabernakel, Holz, farbig gefasst, 19. Jahrhundert | (Lage)   | PM17000902    | Inscrit      | 1976  |      |
| Statue Heiliger Martial | 19. Jahrhundert                                                         | (Lage)   | PM17000903    | Inscrit      | 1976  |      |
| Kanzel                  |                                                                         | (Lage)   | PM17001829    | Inscrit      | 1997  |      |